# Antínous Farnese
L'Antínous Farnese és una representació escultòrica en marbre d'Antínous, que fou esculpida entre els 130 i 137. Antínous era l'amant de l'emperador romà Hadrià, que després de la mort del jove, perpetuar la imatge del jove deïficant-lo com a déu del panteó romà i instituint-ne culte formal dins de l'Imperi romà. Aquesta escultura és part de l'estil imperial romà i fou realitzada durant un renaixement de la cultura grega clàssica, induït pel filohel·lenisme d'Hadrià. Es desconeix el lloc i la procedència de la troballa, però forma part de la Col·lecció Farnesi del Museu Arqueològic Nacional de Nàpols.

## Història
Antínous fou l'amant grec de l'emperador romà Hadrià, al segle ii. Sovint referit com el preferit d'Hadrià, Antínous va nàixer esclau a Heraclea Pòntica cap a l'any 110, i s'especula que s'ofegà al Nil abans de complir vint anys, l'any 130. Les circumstàncies de la mort d'Antínous varien segons el relat, tot i que les teories més populars van des d'un accident fins al suïcidi i fins i tot n'hi ha de naturalesa sacrificial. En honor al seu amant, Hadrià va establir la ciutat d'Antinòupolis a Egipte el mateix any en què Antínous s'ofegà. Hadrià també va deïficar Antínoo pòstumanent en incloure'l com a figura del culte imperial. Per això se'n produïren grans quantitats d'escultures per al culte.
Després de la mort d'Antínous, Hadrià volgué revitalitzar la tradició de l'escultura grega clàssica amb temes romans. L'estima d'Hadrià per l'art i la cultura grecs li va valer el sobrenom d'"El grec". Durant la seua vida, l'emperador visità Grècia en tres ocasions diferents, participà en els Jocs Olímpics i fundà una aliança de ciutats-estat gregues coneguda com a Panhelenion l'any de la mort de Antínous.

## Descripció
L'obra és una escultura de marbre exempt de dos metres d'alçada. Tot i que esculpida en l'època romana, emula a un atleta en l'estil grec clàssic. Aquesta escultura segueix el tipus del Dorífor de Policlet. La diferència més perceptible entre els dos és que Antínous és un jove adolescent, mentre que el Dorífor està esculpit com un adult jove. Tant Antínous com el Dorífor mostren nus complets, contrapposto, expressió estoica i el braç estés. El Dorífor subjecta una llança i Antínous sembla que sostenia alguna cosa a la mà dreta.
L'Antínous Farnese pot identificar-se com una peça imperial romana en lloc d'un clàssic grec si se n'observen les pupil·les tallades, que fou una innovació establerta en l'escultura romana pel mateix Hadrià. Altres detalls semblants d'aquesta estàtua es poden veure en el volum del cabell i les fosses nasals tallades, perquè aquests trets es van cisellar amb noves tècniques de perforació que permetien als romans explorar les diferències de textura entre el cabell i la pell de maneres que no s'havien vist abans. Una altra indicació que aquesta escultura és romana, i no pas grega, és la inclusió d'un suport estructural darrere la cama dreta, disfressat de tronc. Aquest suport estructural, també conegut com a riosta, pot haver ajudat a identificar encara més Antínous en el context de la seua època.

## Vistes

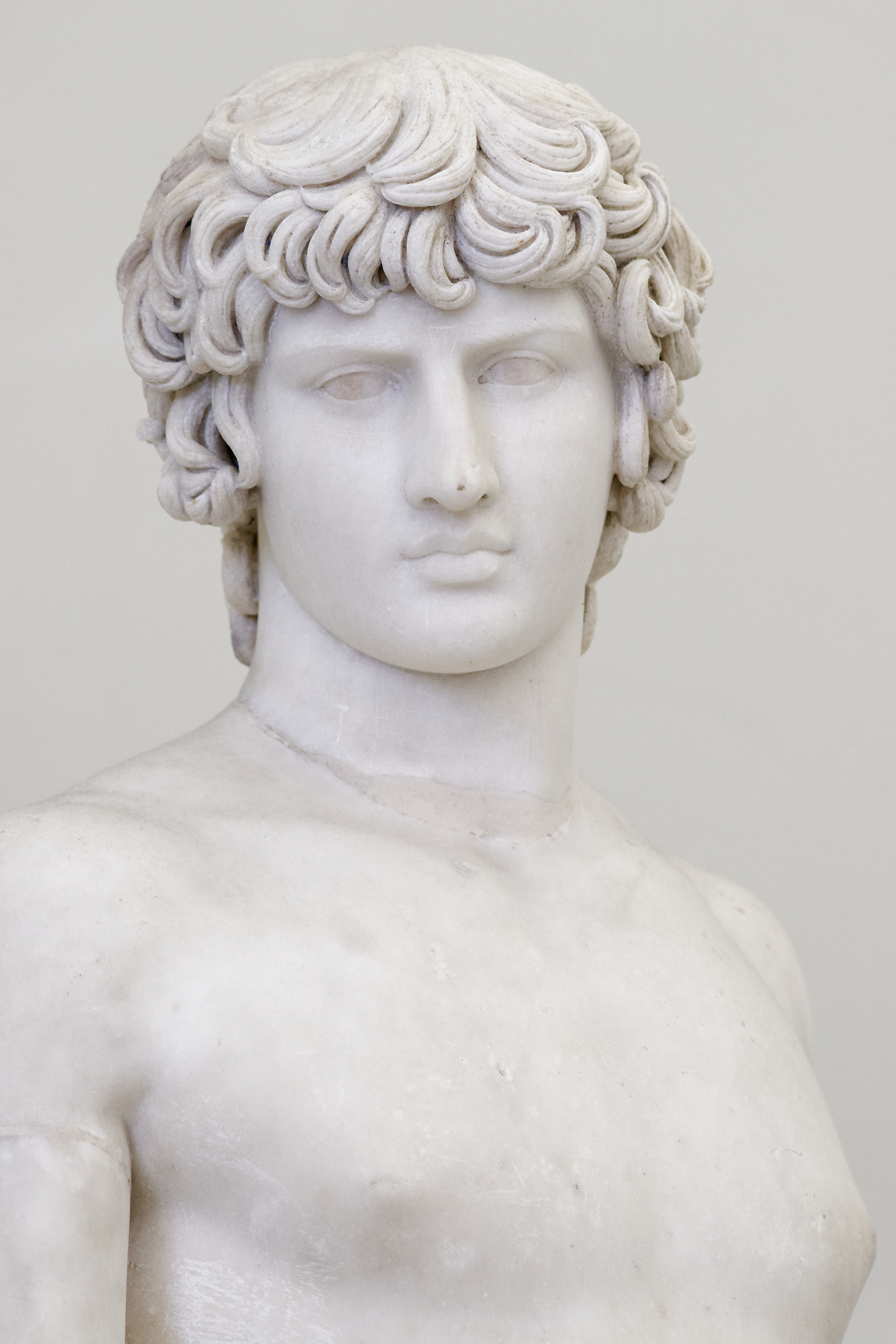
L'Antínous Farnese, amb pupil·les tallades i pentinat semblant a una perruca
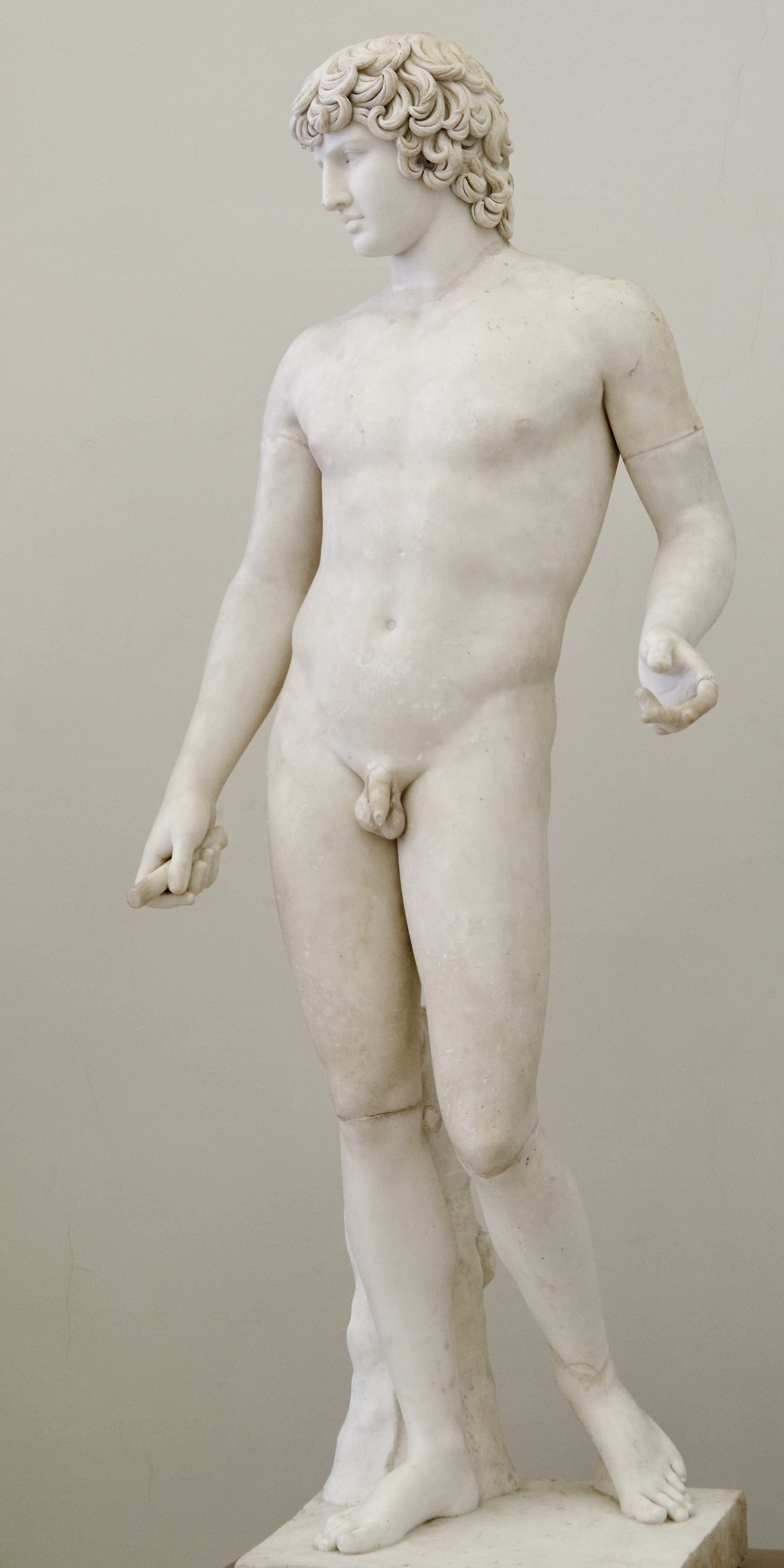
L'Antínous Farnese, contrapposto i amb suport rere la cama dreta

### Identificant Antínous
Hi ha tres estils en què es representa tradicionalment Antínous: l'estil Mondragone, l'estil egipcianitzant i l'estil proporcionat o sever. L'estil sever també es coneix com a estil principal o original perquè és l'estil més popular per a les escultures d'Antínous, i imitava el clàssic grec del segle V abans de la nostra era. L'escultura Farnese s'hi enquadra. Dins d'aquest estil hi ha dues variacions, la primera representa Antínous amb un rínxol sobre el front i l'altra no.
En esculpir el jove amb certes convencions, els artistes diferenciaven Antínous d'altres figures mitològiques gregues juvenils. El cos i rostre d'aquesta escultura són de joventut idealitzada, amb galtes arredonides i rostre redó, i amb el cabell despentinat. El cabell d'Antínous també ha estat descrit com d'aspecte artificial, fins i tot semblant a una perruca. L'aparença juvenil, ulls grans, llavis arrufats i flocs de cabell en capes sobre el front són alguns detalls que poden usar-se per a identificar-lo. La iconografia de l'aparença d'Antínous és tan estable en tots els mitjans plàstics que s'usaren retrats d'Antínous en monedes per a atribuir-li aquesta escultura. Aquesta uniformitat, particularment en el disseny uniforme dels flocs ondulats, implica que aquest retrat es feu massivament a partir de motles enviats perquè els artistes de tot l'Imperi romà en fessen còpies.

L'extensa deïficació d'Antínous com a figura de culte ha convertit la seua imatge en el tercer tipus de retrat recuperat més comú de l'Antiguitat clàssica, després dels d'August i d'Hadrià. Malgrat la gran quantitat d'estàtues d'Antínous disponibles, els historiadors de l'art no saben realment com era a causa de la idealització a què ha estat sotmés en els retrats. S'esperava que fos esculpit com una deïtat en lloc d'un humà, i en ajustar-se a aquests estàndards, es desconeix si aquesta representació en marbre, o qualsevol altra representació d'ell, és exacta o no.

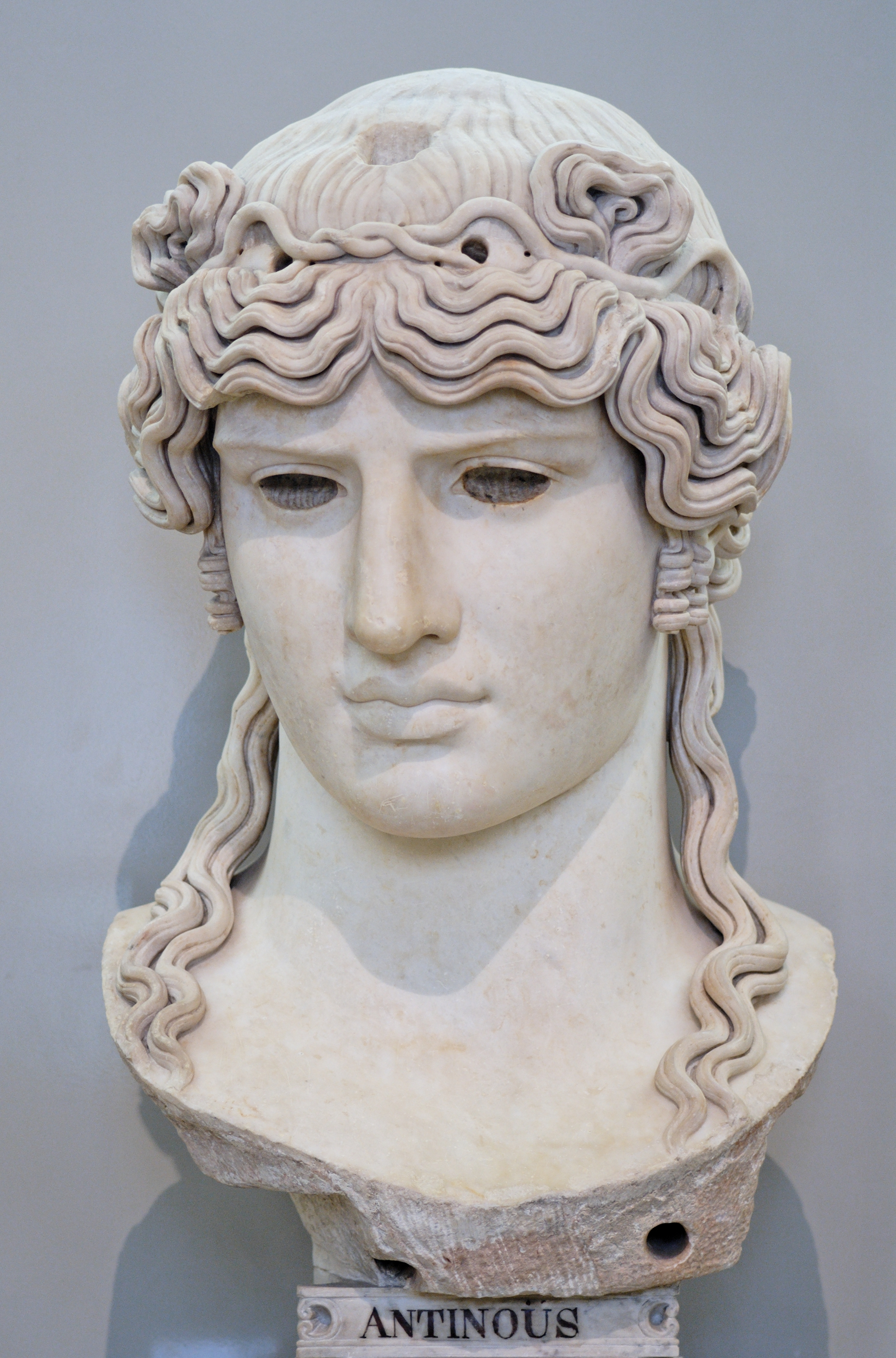
Antínous Mondragone, estil Mondragone
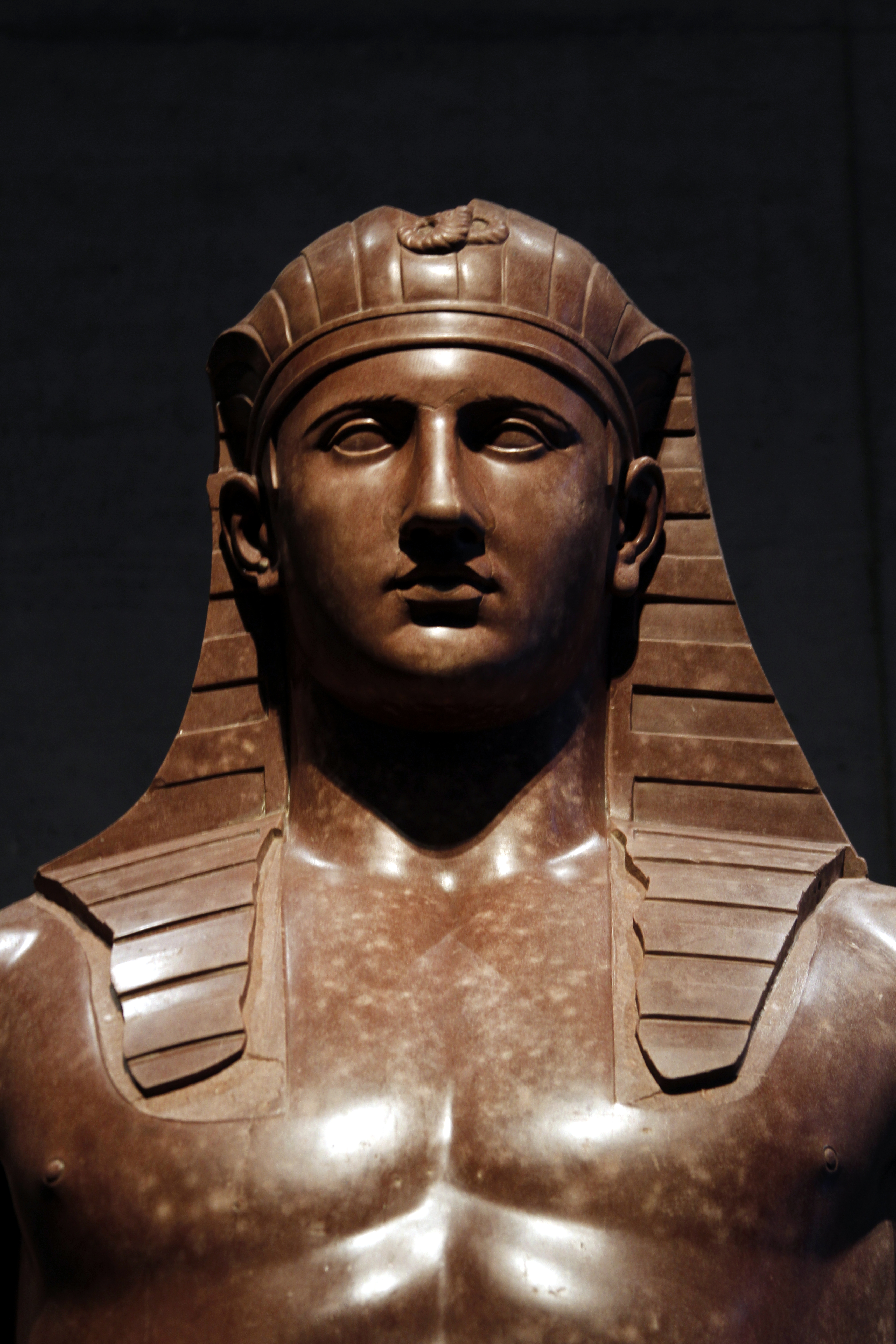
Antínous com a Osiris, estil egipcià

## Procedència
L'obra porta el nom dels seus antics propietaris, la família Farnese.
Es desconeix la procedència originària; hi ha, però, obres d'art dins de la col·lecció Farnese que tenen alguna procedència establerta, com ara l'Hèrcules Farnese i el Toro Farnese.Alguna vegada s'exposà a l'entrada de la Galeria Carracci en el Palau Farnese de Roma, des d'on el dugueren a Nàpols a l'actual Museu Arqueològic Nacional de Nàpols (se'n va instal·lar una rèplica al Palau en els anys 1970).